# Graciella albomaculata
Graciella albomaculata là một loài bọ cánh cứng trong họ Cerambycidae.